# Знарок, Олег Валерьевич
Оле́г Вале́рьевич Знаро́к (латыш. Oļegs Znaroks; род. 2 января 1963, Усть-Катав, Челябинская область) — советский и латвийский хоккеист, тренер. Мастер спорта СССР, заслуженный тренер России (2013).
Главный тренер сборной России с 26 марта 2014 года по 11 апреля 2018 года, главный тренер клуба СКА с 1 июня 2016 года по 30 апреля 2018 года.
После распада СССР был негражданином. В 1996 году за особые заслуги перед Латвией получил гражданство этой страны, однако в 2001 году получил гражданство Германии.
Известность получил по тренерской работе с несколькими клубами КХЛ, а также со сборной России: в качестве главного тренера является трёхкратным обладателем Кубка Гагарина (два раза с московским «Динамо» и один раз с санкт-петербургским СКА), а также чемпионом мира (со сборной России в 2014 году) и олимпийским чемпионом (со сборной олимпийских спортсменов из России в 2018 году).

## Биография

### Ранние годы
Родился в семье футбольного тренера Валерия Знарка.

### Клубная карьера
В начале спортивной карьеры выступал за челябинский клуб «Трактор». Играл в «Динамо» (Рига) (1983—1992). Как центральный нападающий был известен тем, что у него было очень трудно выигрывать вбрасывание, был очень жестким, силовым и неуступчивым игроком. В 1992 году провёл один сезон в Американской хоккейной лиге (АХЛ), после чего переехал в Германию и до 2002 года выступал за различные немецкие клубы.
В 1988 году в результате драки получил шрам на щеке.
В конце декабря 1989 года, будучи игроком рижского «Динамо», был временно командирован в московское «Динамо», в составе которого отправился в поездку по Северной Америке и принял участие в серии игр с командами НХЛ. Забросил 2 шайбы — в ворота «Торонто Мэйпл Лифс» и «Баффало Сейбрз».
В 1996 году Знарок получил гражданство Латвии за особые заслуги перед государством, однако в 2001 году сменил его на немецкое по спортивным соображениям.
Карьеру игрока завершил в 2002 году. Несколько лет работал тренером молодёжной сборной Латвии и ассистентом главного тренера сборной Латвии. Под его руководством в 2005 году сборная Латвии U20 впервые вышла в элитную группу.

### Карьера в сборной
Играл в составе молодёжной сборной СССР (1981), чемпион Европы. В 1990 и 1991 годах выступал за сборную СССР. В последующие годы выступал за сборную Латвии, много лет был капитаном команды. За сборную Латвии провёл 50 игр. Шайба, забитая Знарком в ворота сборной Швейцарии в Эйндховене (1996), вывела сборную Латвии в элиту мирового хоккея, группу А.

## Тренерская карьера
С 2006 по 2011 годы работал главным тренером сборной Латвии, слишком больших успехов не достиг, однако сборная Латвии с ним повторила свой лучший результат, выйдя в четвертьфинал чемпионата мира в 2009 году.
С 2 апреля 2008 года по 30 апреля 2010 года был главным тренером ХК МВД Континентальной хоккейной лиги. Под его руководством клуб достиг наибольшего успеха в истории, дойдя до финала Кубка Гагарина, после чего был расформирован. 26 мая 2010 года был признан «Лучшим тренером года» КХЛ сезона 2009/2010.
С 2010 года по 25 марта 2014 года являлся главным тренером «Динамо» (Москва). 25 апреля 2012 года клуб под его руководством впервые стал обладателем Кубка Гагарина. 17 апреля 2013 года «Динамо» стало двукратным обладателем Кубка Гагарина. Знарок был назван «Лучшим тренером года» КХЛ этих двух сезонов. В следующем сезоне «Динамо» под руководством Знарка выиграло Кубок Континента, однако в плей-офф вылетело уже на первой стадии.
1 июня 2016 года назначен главным тренером ХК СКА сроком на два года, сменив на этом посту Сергея Зубова. Стал совмещать работу в петербургской команде с работой в сборной России. В первый же сезон Знарок привёл СКА к победе в Кубке Гагарина (в финале был повергнут действующий чемпион — магнитогорский «Металлург»), став таким образом первым тренером, который смог завоевать этот трофей трижды. Также, под руководством Знарка, СКА впервые в истории стал чемпионом России. 30 апреля 2018 года Олег Знарок был отстранён от должности главного тренера команды по истечении срока контракта.
29 апреля 2019 года возглавил московский «Спартак». Контракт подписан по схеме «1+1». 24 марта 2021 года на заседании наблюдательного совета хоккейного клуба «Спартак» было принято решение не продлевать контракт Олегом Знарком.
Главный тренер «Ак Барса» с апреля 2022 года. Под руководством Знарка клуб в 36 матчах одержал лишь 10 побед в основное время, пять — в овертайме и ещё одну — в серии буллитов. 2 декабря 2022 «Ак Барс» объявил об отставке Знарка с поста главного тренера.
В сентябре 2024 года на сайте хоккейного клуба «Филаде́льфия Фла́йерз» представлен как консультант по развитию игроков из Европы и скаутингу

### Сборная России и сборная Олимпийских спортсменов из России

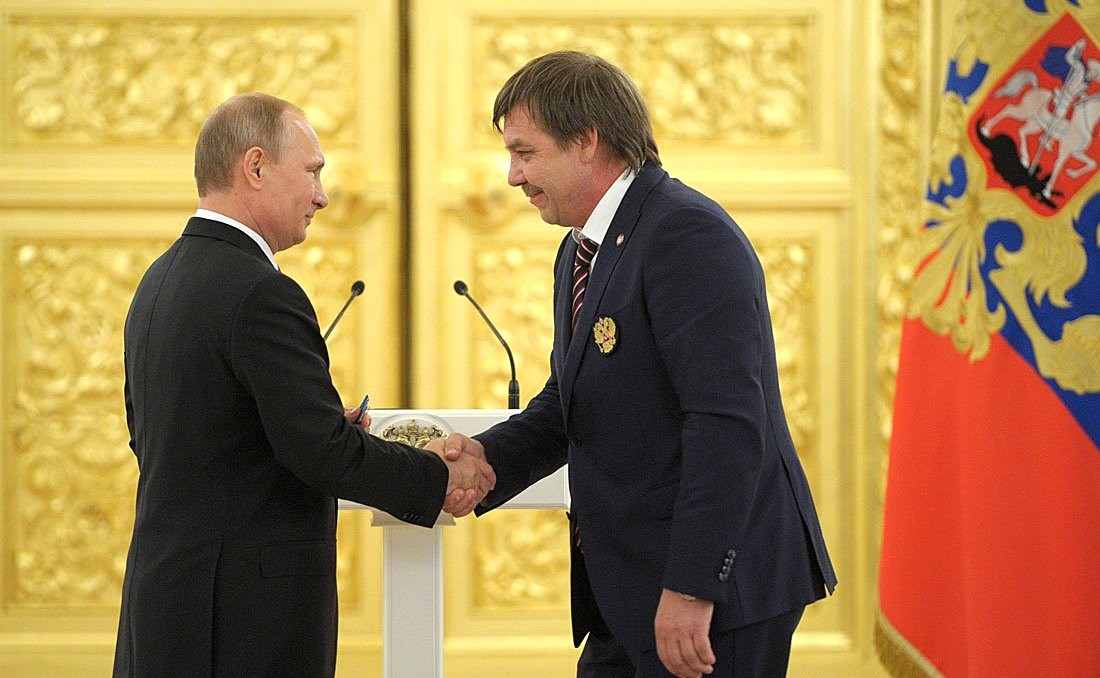
Церемония награждения Орденом Почёта, 27 мая 2014

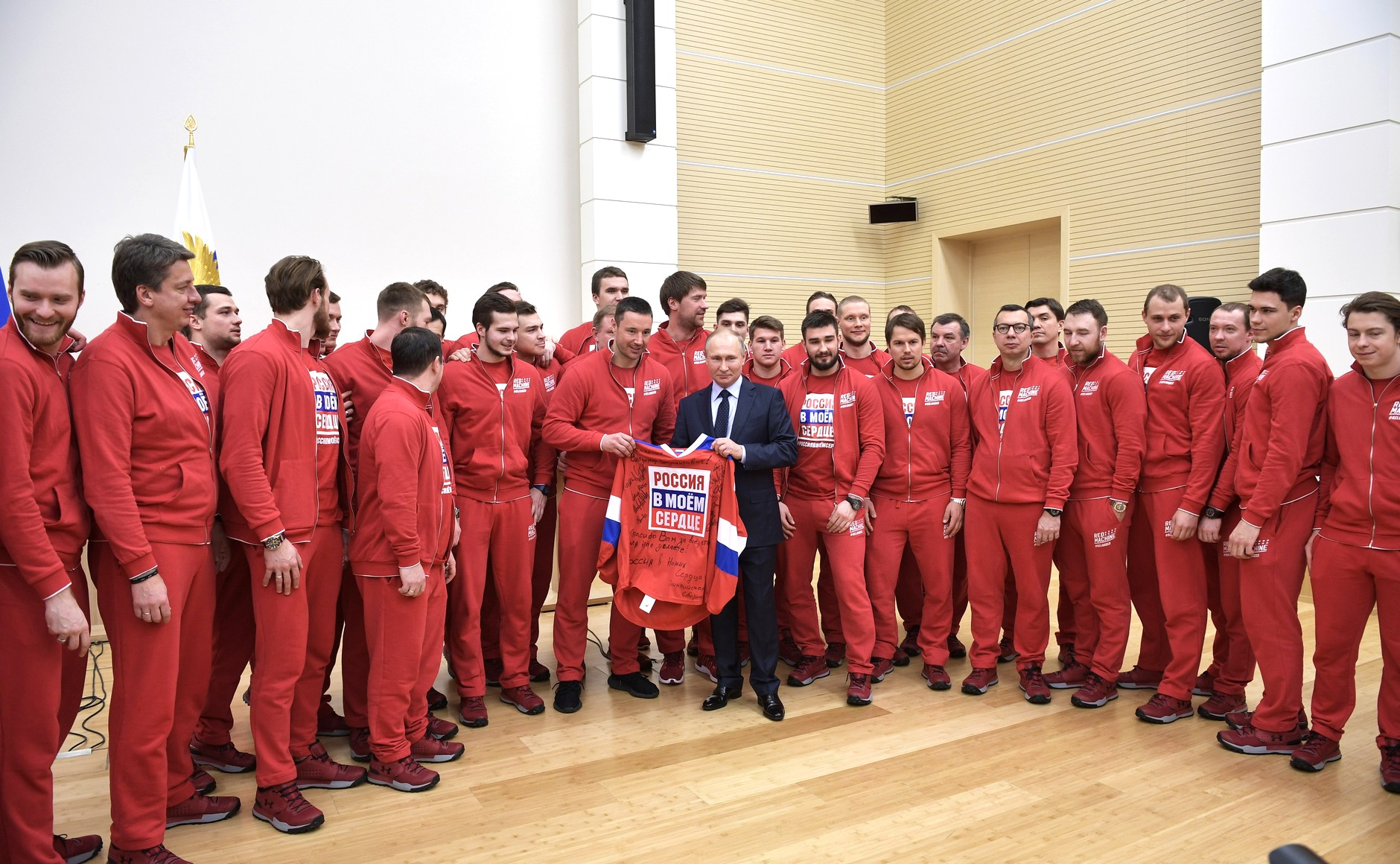
С российскими хоккеистами — участниками Олимпийских игр 2018, 31 января 2018

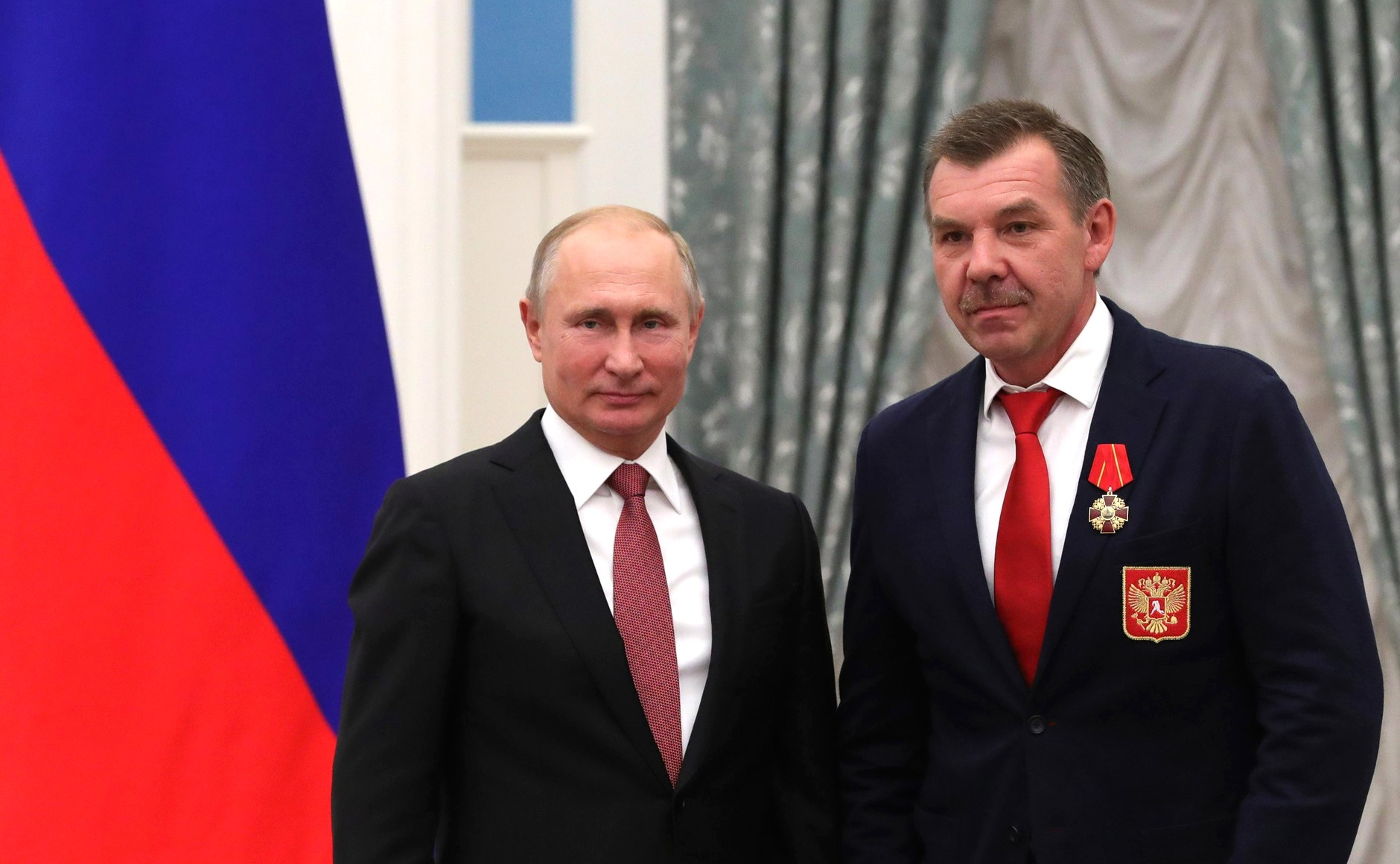
Награждение Орденом Александра Невского, 27 ноября 2018 года

26 марта 2014 года назначен главным тренером мужской сборной России сроком на четыре года (один олимпийский цикл), сменив на этом посту Зинэтулу Билялетдинова. В «Динамо» остался в качестве тренера-консультанта.
25 мая 2014 года сборная России под руководством Знарка стала чемпионом мира, одержав победы во всех десяти матчах турнира в Минске (забросила 42 шайбы и пропустила — 10) и переиграв в финале сборную Финляндии со счётом 5:2. Во время финального матча сам Знарок отсутствовал на тренерском мостике и смотрел матч с трибуны «Минск-Арены» из-за дисквалификации на один матч, которую на него наложил Дисциплинарный комитет Международной федерации хоккея на льду за угрожающий жест в адрес тренера сборной Швеции Рикарда Грёнборга в полуфинале. Сам Знарок объяснил свой жест тем, что он якобы показывал оппоненту на своё больное горло. Руководил финальной игрой российской сборной помощник главного тренера Харийс Витолиньш. Впоследствии Грёнборг и Знарок примирились.
27 мая 2014 года указом президента России Владимира Путина награждён орденом Почёта «за большой вклад в победу национальной сборной команды» на чемпионате мира по хоккею 2014 года.
На следующем чемпионате мира сборная России показала менее стабильную игру, однако, несмотря на не самые удачные результаты, а также травмы ряда игроков, подопечные Знарка сумели выйти в финал турнира — 17 мая 2015 года в Праге состоялся финал чемпионата, в котором соперником россиян стала сборная Канады, которая прошла без поражений весь турнир. Сборная России уступила канадцам с разгромным счётом 1:6. 2016 год также не принёс побед сборной России: на домашнем чемпионате мира команда смогла завоевать лишь бронзу, уступив в полуфинале финнам, а на возобновлённом Кубке мира, также в полуфинале, вновь уступили канадцам со счётом 3:5. Бронзовыми медалями закончился и чемпионат мира 2017 года. Под руководством Знарка, сборная России, выступавшая под именем «Олимпийских спортсменов из России», одержала победу на хоккейном турнире Олимпиады в Пхенчхане и впервые за 26 лет выиграла золотые медали.
12 апреля 2018 года стало известно, что на чемпионате мира в Дании команду возглавит Илья Воробьёв, а Знарок займёт должность консультанта команды.
31 мая 2018 года было официально объявлено об истечении срока контракта Знарка с ФХР.
27 ноября 2018 года назначен консультантом тренерского штаба сборной России. В обязанности вошла подготовка резерва — работа с юниорской, молодёжной и олимпийской сборными.

## Личная жизнь
Брат Игорь — тренер, возглавляет челябинский женский хоккейный клуб «Белые медведицы». Супруга Илона. Две дочери — Валерия и Алиса. Валерия занимается маркетингом. Алиса — модель, замужем за хоккеистом Артемием Панариным, у пары двое детей  . Семья живёт в Риге.

## Достижения

### Личные
- Орден Александра Невского (3 сентября 2018, Россия) — за успешную подготовку спортсменов, добившихся высоких спортивных достижений на XXIII Олимпийских зимних играх 2018 года в городе Пхёнчхане (Республика Корея)[40].
- Орден Почёта (26 мая 2014, Россия) — за большой вклад в победу национальной сборной команды России по хоккею на чемпионате мира 2014 года[33][41].
- Орден Дружбы (18 мая 2012, Россия) — за заслуги в развитии физической культуры и спорта и многолетнюю добросовестную работу[42][43].
- Благодарность Президента Российской Федерации (10 сентября 2016) — за заслуги в области физической культуры и спорта, большой вклад в развитие отечественного хоккея[44].
- Заслуженный тренер России (20 мая 2013)[45].
- Мастер спорта СССР.

### В качестве игрока
Юниорская сборная СССР
- Победитель молодёжного чемпионата Европы по хоккею: 1981
- Лучший бомбардир МЧЕ-1981 (совместно с Владимиром Ружичкой)

«Динамо» (Рига)
- Серебряный призёр чемпионата СССР: 1988

«Трактор»
- Серебряный призёр чемпионата СССР среди юниоров: 1980

Сборная Латвии
- Чемпион первого дивизиона чемпионата мира по хоккею (группа B): 1996
- Вошёл в символическую сборную первого дивизиона чемпионата мира по хоккею (группа B): 1996
- Лучший снайпер (6 шайб) первого дивизиона чемпионата мира по хоккею (группа B): 1996

### Главный тренер
Молодёжная сборная Латвии
- Победитель группы B первого дивизиона чемпионата мира по хоккею с шайбой среди молодёжных команд: 2005

ХК МВД
- Финалист Кубка Гагарина: 2009/10
- Лучший тренер года КХЛ: 2009/10

«Динамо» (Москва)
- Обладатель Кубка Гагарина: 2011/12, 2012/13
- Обладатель Кубка мэра Москвы по хоккею: 2011/12[46]
- Обладатель Кубка Континента: 2013/14
- Обладатель Кубка Открытия: 2010/11, 2012/13, 2013/14
- Лучший тренер года КХЛ: 2011/12, 2012/13[17][18]

СКА
- Обладатель Кубка Гагарина: 2016/17
- Обладатель Кубка Континента: 2017/18
- Обладатель Кубка Открытия: 2017/18
- Лучший тренер года КХЛ: 2016/17

Сборная России
- Чемпион мира: 2014
- Серебряный призёр чемпионата мира: 2015
- Бронзовый призёр чемпионата мира: 2016, 2017

ОСР
- Олимпийский чемпион: 2018

## Статистика (главный тренер)
(данные до 2007 г. не приведены)

| Команда                | Турнир-сезон           | Регулярный сезон | Регулярный сезон | Регулярный сезон | Регулярный сезон | Регулярный сезон | Регулярный сезон | Регулярный сезон | Регулярный сезон    | Плей-офф            | Плей-офф            | Плей-офф                |
| Команда                | Турнир-сезон           | И                | В                | ВО/ВБ            | Н                | ПО/ПБ            | П                | О                | Результат           | В                   | П                   | Результат               |
| ---------------------- | ---------------------- | ---------------- | ---------------- | ---------------- | ---------------- | ---------------- | ---------------- | ---------------- | ------------------- | ------------------- | ------------------- | ----------------------- |
| Сборная Латвии         | ЧМ 2007                | 6                | 2                | 0                | -                | 1                | 3                | -                | 13 место            | 13 место            | 13 место            | 13 место                |
| Сборная Латвии         | ЧМ 2008                | 6                | 2                | 0                | -                | 0                | 4                | -                | 11 место            | 11 место            | 11 место            | 11 место                |
| ХК МВД                 | КХЛ 2008/09            | 56               | 20               | 6                | -                | 1                | 29               | 73               | 18 место            | -                   | -                   | Не попали в плей-офф    |
| Сборная Латвии         | ЧМ 2009                | 7                | 2                | 2                | -                | 0                | 3                | -                | 7 место             | 7 место             | 7 место             | 7 место                 |
| ХК МВД                 | КХЛ 2009/10            | 56               | 30               | 1                | -                | 10               | 15               | 102              | 2-е на Западе       | 14                  | 8                   | 2 место                 |
| Сборная Латвии         | ОИ 2010                | 4                | 0                | 0                | -                | 1                | 3                | -                | 12 место            | 12 место            | 12 место            | 12 место                |
| Сборная Латвии         | ЧМ 2010                | 6                | 2                | 0                | -                | 0                | 4                | -                | 11 место            | 11 место            | 11 место            | 11 место                |
| Динамо Москва          | КХЛ 2010/11            | 54               | 28               | 2                | -                | 8                | 16               | 96               | 2-е на Западе       | 2                   | 4                   | Выбыли в 1/8 финала     |
| Сборная Латвии         | ЧМ 2011                | 6                | 2                | 0                | -                | 2                | 2                | -                | 13 место            | 13 место            | 13 место            | 13 место                |
| Динамо Москва          | КХЛ 2011/12            | 54               | 31               | 4                | -                | 4                | 15               | 105              | 3-е на Западе       | 16                  | 5                   | Выиграли Кубок Гагарина |
| Динамо Москва          | КХЛ 2012/13            | 52               | 27               | 9                | -                | 2                | 14               | 101              | 3-е на Западе       | 16                  | 5                   | Выиграли Кубок Гагарина |
| Динамо Москва          | КХЛ 2013/14            | 54               | 34               | 6                | -                | 10               | 11               | 115              | 1-е в лиге          | 3                   | 4                   | Выбыли в 1/8 финала     |
| Сборная России         | ЧМ 2014                | 10               | 10               | 0                | -                | 0                | 0                | -                | Выиграли ЧМ         | Выиграли ЧМ         | Выиграли ЧМ         | Выиграли ЧМ             |
| Сборная России         | ЧМ 2015                | 10               | 6                | 1                | -                | 1                | 2                | -                | 2 место             | 2 место             | 2 место             | 2 место                 |
| Сборная России         | ЧМ 2016                | 10               | 8                | 0                | -                | 0                | 2                | -                | 3 место             | 3 место             | 3 место             | 3 место                 |
| Сборная России         | КМ 2016                | 4                | 2                | 0                | -                | 0                | 2                | -                | Выбыли в 1/2 финала | Выбыли в 1/2 финала | Выбыли в 1/2 финала | Выбыли в 1/2 финала     |
| СКА                    | КХЛ 2016/17            | 60               | 39               | 7                | -                | 6                | 8                | 137              | 2-е на Западе       | 16                  | 2                   | Выиграли Кубок Гагарина |
| Сборная России         | ЧМ 2017                | 10               | 7                | 1                | -                | 0                | 2                | -                | 3 место             | 3 место             | 3 место             | 3 место                 |
| ОСР                    | ОИ 2018                | 6                | 4                | 1                | -                | 0                | 1                | -                | Выиграли ОИ         | Выиграли ОИ         | Выиграли ОИ         | Выиграли ОИ             |
| СКА                    | КХЛ 2017/18            | 56               | 40               | 7                | -                | 4                | 5                | 138              | 1-е в лиге          | 10                  | 5                   | Выбыли в 1/2 финала     |
| Спартак Москва         | КХЛ 2019/20            | 62               | 26               | 8                | -                | 9                | 19               | 77               | 5-е на Западе       | 2                   | 4                   | Выбыли в 1/8 финала     |
| Спартак Москва         | КХЛ 2020/21            | 60               | 20               | 8                | -                | 7                | 25               | 63               | 8-е на Западе       | 0                   | 4                   | Выбыли в 1/8 финала     |
| Всего в сборной Латвии | Всего в сборной Латвии | 35               | 10               | 2                | -                | 4                | 19               | -                | -                   | -                   | -                   | —                       |
| Всего в сборной России | Всего в сборной России | 50               | 37               | 3                | -                | 1                | 9                | -                | -                   | -                   | -                   | -                       |
| Всего в КХЛ            | Всего в КХЛ            | 545              | 295              | 58               | -                | 62               | 157              | -                | -                   | 77                  | 41                  | -                       |